# Phyllophaga rufipes
Phyllophaga rufipes är en skalbaggsart som beskrevs av Moser 1924. Phyllophaga rufipes ingår i släktet Phyllophaga och familjen Melolonthidae. Inga underarter finns listade i Catalogue of Life.